# Beaucourt-sur-l’Ancre
Beaucourt-sur-l’Ancre – miejscowość i gmina we Francji, w regionie Hauts-de-France, w departamencie Somma.
Według danych na rok 2011 gminę zamieszkiwało 98 osób, a gęstość zaludnienia wynosiła 28 osób/km² (wśród 2293 gmin Pikardii Beaucourt-sur-l’Ancre plasuje się na 907. miejscu pod względem liczby ludności, natomiast pod względem powierzchni na miejscu 1016.).